# Marathon van Frankfurt 2002
De marathon van Frankfurt 2002 werd gelopen op zondag 27 oktober 2002. Het was de 21e editie van de marathon van Frankfurt. De Keniaan Eliud Kering kwam als eerste over de streep in 2:12.32. De Spaanse María Abel won bij de vrouwen in 2:26.58. In totaal schreven 10247 lopers zich in voor de wedstrijd waarvan er 7200 finishten.

## Uitslagen

### Mannen
| rang   | naam                | land | tijd    |
| ------ | ------------------- | ---- | ------- |
| Goud   | Eliud Kering        | KEN  | 2:12.32 |
| Zilver | Henry Cherono       | KEN  | 2:12.46 |
| Brons  | James K. Moiben     | KEN  | 2:12.56 |
| 4      | Barnabas Rutto      | KEN  | 2:14.04 |
| 5      | Marek Dryja         | POL  | 2:14.32 |
| 6      | Daisuke Isomatsu    | JPN  | 2:14.51 |
| 7      | Michael Buchleitner | AUT  | 2:15.43 |
| 8      | Mykola Rudyk        | UKR  | 2:18.45 |
| 9      | Luketz Swartbooi    | NAM  | 2:19.49 |
| 10     | John Rono           | KEN  | 2:20.28 |

### Vrouwen
| rang   | naam             | land | tijd    |
| ------ | ---------------- | ---- | ------- |
| Goud   | Maria Abel       | ESP  | 2:26.58 |
| Zilver | Luminita Zaituc  | GER  | 2:29.57 |
| Brons  | Inga Juodeskiene | LTU  | 2:31.29 |
| 4      | Lena Gavelin     | SWE  | 2:33.40 |
| 5      | Vera Notz-Umberg | SUI  | 2:38.10 |
| 6      | Natallia Bendik  | RUS  | 2:43.25 |
| 7      | Valentina Delion | MDA  | 2:43.53 |
| 8      | Daniela Bidmon   | AUT  | 2:53.07 |
| 9      | Ellen Förster    | AUT  | 2:59.54 |
| 10     | Helga Rauch      | ITA  | 3:01.32 |

1981 ·
1982 ·
1983 ·
1984 ·
1985 ·
1986 ·
1987 ·
1988 ·
1989 ·
1990 ·
1991 ·
1992 ·
1993 ·
1994 ·
1995 ·
1996 ·
1997 ·
1998 ·
1999 ·
2000 ·
2001 ·
2002 ·
2003 ·
2004 ·
2005 ·
2006 ·
2007 ·
2008 ·
2009 ·
2010 ·
2011 · 
2012 · 
2013 · 
2014 · 
2015 · 
2016 · 
2017